# Іванівка (Білогірська селищна громада)
Іва́нівка — село в Україні, у Білогірській селищній громаді Шепетівського району Хмельницької області. Населення становить 106 осіб. До 2020 орган місцевого самоврядування — Великоборовицька сільська рада.

## Географія
Село розташоване на правому березі річки Боложівки.

## Історія
7 (20) листопада 1917 року, відповідно до Третього Універсалу Української Центральної Ради, увійшло до складу Української Народної Республіки.
12 червня 2020 року, відповідно до розпорядження Кабінету Міністрів України № 727-р «Про визначення адміністративних центрів та затвердження територій територіальних громад Хмельницької області», увійшло до складу Білогірської селищної громади.
19 липня 2020 року, в результаті адміністративно-територіальної реформи та ліквідації Білогірського району, село увійшло до складу новоутвореного Шепетівського району.